# Stazione meteorologica di Fenestrelle
La stazione meteorologica di Fenestrelle è la stazione meteorologica di riferimento relativa alla località di Fenestrelle.

## Coordinate geografiche
La stazione meteo si trova nell'Italia nord-occidentale, in Piemonte, in provincia di Torino, nel comune di Fenestrelle, a 1.200 metri s.l.m. e alle coordinate geografiche 45°02′N 7°03′E.

## Dati climatologici
In base alla media trentennale di riferimento 1961-1990, la temperatura media del mese più freddo, gennaio, si attesta a -0,6 °C; quella del mese più caldo, luglio, è di +17,1 °C .
| FENESTRELLE        | Mesi | Mesi | Mesi | Mesi | Mesi | Mesi | Mesi | Mesi | Mesi | Mesi | Mesi | Mesi | Stagioni | Stagioni | Stagioni | Stagioni | Anno |
| FENESTRELLE        | Gen  | Feb  | Mar  | Apr  | Mag  | Giu  | Lug  | Ago  | Set  | Ott  | Nov  | Dic  | Inv      | Pri      | Est      | Aut      | Anno |
| ------------------ | ---- | ---- | ---- | ---- | ---- | ---- | ---- | ---- | ---- | ---- | ---- | ---- | -------- | -------- | -------- | -------- | ---- |
| T. max. media (°C) | 4,1  | 5,6  | 8,3  | 11,7 | 16,1 | 19,6 | 22,9 | 21,8 | 18,4 | 13,1 | 7,6  | 5,3  | 5,0      | 12,0     | 21,4     | 13,0     | 12,9 |
| T. min. media (°C) | −5,3 | −4,2 | −1,5 | 1,8  | 5,7  | 9,1  | 11,2 | 10,7 | 8,2  | 3,9  | −0,9 | −3,4 | −4,3     | 2,0      | 10,3     | 3,7      | 2,9  |